# Phaedrotoma pulchriventris
Phaedrotoma pulchriventris är en stekelart som först beskrevs av Fischer 1958.  Phaedrotoma pulchriventris ingår i släktet Phaedrotoma och familjen bracksteklar. Inga underarter finns listade i Catalogue of Life.